# Municipio de Bellevue (Minnesota)
El municipio de Bellevue (en inglés: Bellevue Township) es un municipio ubicado en el condado de Morrison en el estado estadounidense de Minnesota. En el año 2010 tenía una población de 1093 habitantes y una densidad poblacional de 9,23 personas por km².

## Geografía
El municipio de Bellevue se encuentra ubicado en las coordenadas 45°51′43″N 94°16′14″O / 45.86194, -94.27056. Según la Oficina del Censo de los Estados Unidos, el municipio tiene una superficie total de 118.36 km², de la cual 116,6 km² corresponden a tierra firme y (1,49 %) 1,77 km² es agua.

## Demografía
Según el censo de 2010, había 1093 personas residiendo en el municipio de Bellevue. La densidad de población era de 9,23 hab./km². De los 1093 habitantes, el municipio de Bellevue estaba compuesto por el 96,71 % blancos, el 0,18 % eran afroamericanos, el 0,55 % eran asiáticos, el 0,46 % eran de otras razas y el 2,1 % eran de una mezcla de razas. Del total de la población el 0,73 % eran hispanos o latinos de cualquier raza.